# ФК Слога Деспотовац
ФК Слога Деспотовац је српски фудбалски клуб из Деспотовца, и тренутно се такмичи у Зони Запад, четвртом такмичарском нивоу српског фудбала.